# Sjælland
 For alternative betydninger, se Sjælland (flertydig). (Se også artikler, som begynder med Sjælland)
Sjælland (oldnordisk: Selund, latin: Selandia) er med sine 7.031 km² den største ø i det egentlige Danmark, altså bortset fra Grønland (i Rigsfællesskabet), og den 95. største ø i verden. Hovedparten af øens 2.389.663 indbyggere (2024) bor i og omkring Danmarks hovedstad, København, i alt 1.378.649 (2024).
Mod vest adskilles Sjælland fra Fyn af Storebælt, mens det mod øst er Øresund, der adskiller Sjælland fra Skåne og dermed Sverige. Der er forbindelse til Fyn via Storebæltsforbindelsen, til Skåne via Amager og Øresundsbron, til Møn via Dronning Alexandrines Bro og til Falster via Farøbroerne og Storstrømsbroen. Der er flere forbindelser til Amager, herunder Langebro, Sjællandsbroen og Kalvebodbroerne.
I den nordiske mytologi blev Sjælland skabt af gudinden Gefion.

## Geografi
Sjælland har hovedsagelig lave og sandede kyster med enkelte undtagelser som kalkklinter ved Stevns Klint og lerklinter en række andre steder. Øens landområde er primært et bakket moræneland med flere tunneldale, åse og moræneflader. Det højeste, menneskeskabte punkt er Gyldenløves Høj (126 m) (uden den kunstige høj 121,3 m) og det næsthøjeste er Vejrhøj (121 m). Det højeste naturlige punkt er Kobanke (122,9 m), Faxe Kommune ved Rønnede, Sydsjælland.

### Geografiske underinddelinger
Begreber som Midt-, Nord-, Syd-, Øst- og Vestsjælland forvrides af, at København er så dominerende.
- Hovedstadsområdet
- Nordsjælland forstås således som området nord for København og øst for Isefjorden.
- Østsjælland begynder ved Køge og udgøres for størstedelen af halvøen Stevns.
- Sydsjælland er området omkring og syd for Næstved.
- Vestsjælland er sædvanligvis ensbetydende med det tidligere Vestsjællands Amt. Dog har området omkring Haslev ingen geografisk sammenhæng med Vestsjælland.
- Nordvestsjælland størstedelen af det tidligere Holbæk Amt, omkring byerne Holbæk, Kalundborg og Nykøbing Sjælland
- Sydvestsjælland omfatter området omkring Slagelse, Korsør og Skælskør. Undertiden medregnes dog også Sorø og Næstved
- Midtsjælland forstås normalt som området mellem Roskilde og Holbæk og egnen omkring Ringsted. Undertiden medregnes selve Roskilde, Sorø og Haslev

Odsherred og Hornsherred er historiske landskabsbetegnelser.

## Fodnoter
1. ↑  Danmarks Statistik: Statistikbanken Tabel BY1: Folketal 1. januar efter byområde, alder og køn
2. ↑  Danmarks Statistik: Statistikbanken Tabel BEF4 Folketal pr. 1. januar fordelt på øer
3. ↑   Inkluderer dog også befolkningen på Amager (i alt 222.920 indbyggere (2024)) og Slotsholmen (18 indbyggere (2024)) og Trekroner (1 indbygger (2024))
4. ↑  Ukendt bakke Sjællands højeste punkt